# Vicky Safra
Vicky Sarfaty Safra (Salonica, Grécia, 1 de julho de 1952), nascida como Vicky Sarfaty (em grego: Βίκυ Σαρφάτη), é uma bilionária e filantropa grega e membro da família Safra. Ela é naturalizada brasileira.
Em 2020, após a morte de seu marido, o banqueiro Joseph Safra, ela se tornou a maior acionista individual do Grupo J. Safra, tornando-se a mulher mais rica do Brasil e uma das mulheres mais ricas do mundo. É presidente da Vicky and Joseph Safra Philanthropic Foundation.

## Biografia

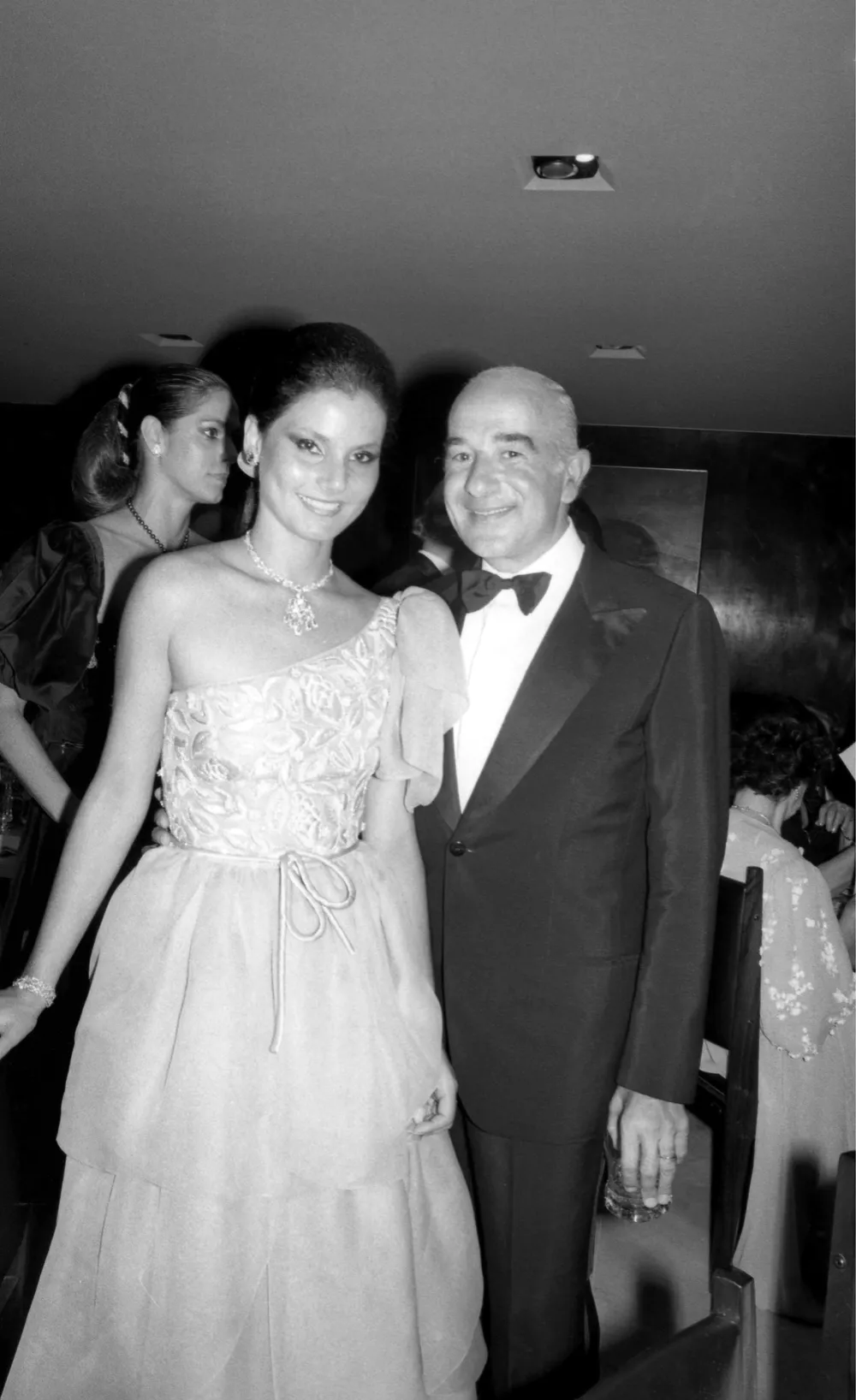
Foto de casamento de Joseph e Vicky Safra, em 1969

É filha de Fortunée (nascida Eskenazi) (1926–2015) e Alberto El Sarfaty (1914–2003). Vicky imigrou para o Brasil junto com a família nos anos 50. Em 1969, quando tinha 17 anos, casou-se com Joseph Safra (1938–2020). Seu marido morreu em 2020, deixando sua fortuna para ela e seus filhos. Ela dirige a Fundação Filantrópica de Vicky e Joseph Safra.
Ela é cidadã da Grécia, mas mora em Crans-Montana, na Suíça. Vicky teve quatro filhos com o marido: Jacob J. Safra, Esther Safra Dayan (casada com Carlos Dayan, filho de Sasson Dayan), Alberto J. Safra e David J. Safra. Jacob é responsável pelas operações internacionais (Safra National Bank de Nova York e J. Safra Sarasin da Suíça), enquanto David gerencia o Banco Safra no Brasil.
Em 2023, Alberto abriu uma ação na Suprema Corte do Estado de Nova Iorque contra sua mãe e dois irmãos, acusando-os de ter diminuído sua participação na holding Safra National Bank, com o objetivo de expulsá-lo do império da família. A família alega que Alberto "atentou contra o pai em vida" e agora "em memória". Ele teria recebido a herança de Joseph e, entre outras coisas, criado um banco concorrente do Safra, contratando vários executivos do grupo. Em julho de 2024, a família anunciou a resolução do conflito, onde Alberto  “se desinvestirá de seus interesses no Grupo J. Safra e perseguirá seus interesses empresariais através da ASA”. A família anunciou estar satisfeita com o resultado.

## Fortuna
Em 2023, Vicky Safra foi a mulher mais rica do Brasil, porém foi ultrapassada por Eduardo Saverin em 2024. De acordo com a lista da Forbes dos bilionários do mundo, em outubro de 2021, ela possuía US$ 7,5 bilhões. Seus filhos também são bilionários, com US$ 7,1 bilhões. Em 2021, seu patrimônio e de seus filhos caiu em 3,7% (US$ 600 milhões). Mesmo assim, ela foi considerada a mulher mais rica da Grécia. Em 2022, já constava em sexto lugar na lista da Forbes de bilionários brasileiros, com R$ 37,5 bilhões. Em junho de 2023, sua fortuna cresceu em R$ 1,9 bilhão em uma semana. No mesmo ano, a Forbes passou a calcular sua fortuna junto com o patrimônio de seus filhos. Assim sua fortuna cresceu em 134% (R$ 87,8 bilhões) e ela passou a liderar a lista dos bilionários brasileiros. Ela figurou em centésimo lugar na lista mundial em 2023.